# 科布里
13°7′6″N 9°53′59″W / 13.11833°N 9.89972°W
科布里（法語：Kobri），是馬里的城鎮，位於該國西部，由卡伊區的基塔省負責管轄，面積1,198平方公里，海拔高度315米，2009年人口12,445，人口密度每平方公里10.39人。